# Peter David
Pour l'homme politique grenadien, voir Peter David (Grenade).
Pour les articles homonymes, voir David.
Peter David, alias PAD, né le 23 septembre 1956 à Fort Meade (Maryland) et mort le 24 mai 2025, est un écrivain américain prolifique, connu pour ses scénarios de comics et ses novélisations de Star Trek.

## Biographie
Peter Allen David est né le 23 septembre 1956 à Fort Meade dans l’État du Maryland dans une famille juive, fait dont il se sert dans le billet d’humeur qu’il écrit pour le Comic Buyer’s Guide, sorte de magazine sur les sorties de comics.

### Comics
Peter David commença sa carrière en écrivant La Mort de Jean DeWolff pour la série The Spectacular Spider-Man de l’éditeur Marvel Comics. Il racontait la mort d’un personnage important et la réaction du héros, Peter Parker.
Marvel lui confia pendant quelques années les scénarios de The Spectacular Spider-Man, de The Incredible Hulk (qui lui vaut en 1992 un prix Eisner) et d’autres séries (Spider-Man 2099…). Devenu entretemps indépendant (pas de clause d’exclusivité), Peter David écrivit également pour DC Comics, notamment des histoires de l’univers d’Aquaman et Supergirl. Peter David est également l'auteur de Sachs and Violens et Hulk : Future Imperfect, deux mini-séries dessinées par George Pérez chez Marvel Comics.
Il travailla également pour Dark Horse sur la série SpyBoy (en) et pour DC sur Young Justice, deux séries qu'il fit se rencontrer en 2002 lors du crossover en 3 épisodes SpyBoy/Young Justice.
De janvier 2000 à septembre 2004, il scénarisa pour Marvel Comics la série Captain Marvel volumes 3 puis 4 (62 épisodes en tout), dessinée par ChrisCross et consacrée aux aventures de Rick Jones et de Genis-Vell, le fils posthume du premier Captain Marvel.
En 2005, il est l’auteur de Fallen Angel (en) qui après son arrêt par DC doit être reprise par IDW.
Il doit en outre, après quelques épisodes de Hulk, son personnage emblématique, assurer le scénario d'une nouvelle série de Spider-Man, Friendly Neighborhood Spider-Man avec Mike Wieringo et lancer une nouvelle série X-Factor, titre sur lequel il avait déjà travaillé dans les années 1990. Ce retour fait suite à la récente mini-série Madrox.
Chez Dynamite Entertainment, il va coécrire avec Luke Lieberman, une mini-série consacrée à Red Sonja et Thulsa Doom, illustrée par Will Conrad, avec une couverture du #1 réalisée par Gabriele Dell'Otto.
En novembre 2014, Hermes Press sort une mini-série originale de The Phantom écrite par Peter David et dessinée par Sal Velluto.

### Séries télévisées
Ce sont les romans inspirés de séries télévisées qui lui ont permis d’être classé plusieurs fois dans le classement des meilleures ventes du New York Times :
- d’après l’univers des séries Star Trek,
- d’après l’univers de la série Babylon 5 (la trilogie centaurie et des novélisations de téléfilms).

Pour l’univers Babylon 5, il a aussi écrit deux épisodes de la série (no 2.07 et 2.14) et l’épisode six de sa suite 2267, ultime croisade.
Avec Bill Mumy, il a créé la série Space Cases qui dura deux saisons.
En 2011, il retrouve l'équipe de super-héros Young Justice en écrivant certains scénarios de la série La Ligue des Justiciers : Nouvelle Génération.

## Prix et récompenses
- 1992 : Prix Eisner des meilleurs auteurs pour Hulk (avec Dale Keown)
- 1996 :  Prix Haxtur du meilleur scénario pour Hulk : Dans les ténèbres
- 2016 : Prix Inkpot.

## Œuvres

### Comics
- Aquaman : Time and Tide (avec Kirk Jarvinen), DC Comics
- Captain Marvel
  - Nothing to Lose, Marvel Entertainment Group, 2003
  - Crazy Like a Fox, (with Michael Ryan, Paul Azaceta, Chris Sotomayor, & Andy Schmidt), Marvel Comics, 2004
  - Odyssey, (avec Aaron Lopresti), Marvel Comics, 2004
- Supergirl (avec Gary Frank & Terry Dodson), DC Comics
- Supergirl : Many Happy Returns (avec Ed Benes), DC Comics
- Hulk Visionaries, Vol.#1-5 (avec Todd McFarlane, Keith Pollard, Jeff Purves, Alex Saviuk, Dale Keown, Bob Harras, Sam Kieth…), Marvel Comics
- The Incredible Hulk : Future Imperfect (avec George Pérez), Marvel Comics
- The Incredible Hulk : Ghost of the Past (avec Dale Keown), Marvel Comics
- The Incredible Hulk : Tempest Fugit (avec Lee Weeks), Marvel Comics
- The Amazing Spider-Man: The Death of Jean DeWolff (avec Rich Buckler), Marvel Comics
- Wolverine Classic Volume 3 (avec John Buscema) Marvel Comics
- X-Factor Visionaries vol. 1-2 (avec Larry Stroman), Marvel Comics
- Young Justice #1-55 (avec Todd Nauck & Larry Stucker), DC Comics

### UniversStar Trek
- Captain's Table (roman)
- Captain Sulu Adventure (roman)
- The Trial of James T. Kirk (avec James W. Fry & Gordon Purcell), Titan Books, 2006
- Death Before Dishonor (roman, avec James W. Fry & Arne Starr), 2006
- Star Trek: New Frontier (série de romans)
- The Next Generation (série de romans)
- Starfleet Academy (série de romans)
- Gateways (série de romans)
- Deep Space Nine (série de romans)

### UniversHalo
1. Les Chasseurs dans l'ombre, Milady, 2016 ((en) Hunters in the Dark, 2015).

### Autres
- Rocketeer, Bantam, 1991
- Batman Forever (roman d'après le film), Warner Books Inc., 1995
- Babylon 5, Legions of Fire, Book 1 -3, Del Rey, 1999-2000
- Battlestar Galactica, Sagittarius Is Bleeding, Tor Books, 2006
- Doctor Who : Short Trips: The Quality of Leadership, Big Finish Productions, 2008
- Dinotopia Digest Novels